# Entre-Vignes
Entre-Vignes – gmina we Francji, w regionie Oksytania, w departamencie Hérault. W 2013 roku liczba ludności wynosiła 2195 mieszkańców. 
Gmina została utworzona 1 stycznia 2019 roku z połączenia dwóch ówczesnych gmin: Saint-Christol oraz Vérargues. Siedzibą gminy została miejscowość Saint-Christol. 